# Tanja Lorentzon
Tanja Mirjam Cecilia Lorentzon (ursprungligen Koukonen), tidigare känd som Tanja Svedjeström, född 25 september 1971 i Botkyrka,  är en sverigefinsk skådespelare och dramatiker. Hennes man Pål Lorentzon är son till dokumentärfilmaren och författaren Pär Lorentzon, och brorson till sportjournalisten Janne Lorentzon.

## Biografi
Lorentzon är uppväxt i Tumba och Botkyrka med invandrade finska föräldrar och var som ung först inriktad på en bana som ingenjör vid Ericsson och gick teknisk linje på gymnasiet, men sysslade samtidigt med amatörteater och medverkade bland annat i flera sommaruppsättningar med Spegelteatern vid Gripsholms slott, såsom Hamlet 1991. Detta ledde till att hon i stället bestämde sig för att satsa på den mer otrygga teatervägen. Efter flera udda arbeten, bland annat som lärare i träslöjd, kom hon in och utbildade sig vid Teaterhögskolan i Stockholm 1994-98.   Redan under studietiden medverkade hon bland annat i En midsommarnattsdröm på Orionteatern och på Dramaten i Peter Oskarsons uppsättning av Pierre Corneilles Bländverk (1995), Ingmar Bergmans produktion av Witold Gombrowicz Yvonne (1996) och Thorsten Flincks uppsättning av Bertolt Brechts Puntila (1996). Sedan dess har hon tillhört den fasta ensemblen på Dramaten och spelat en rad framträdande roller, inte minst titelrollen i Hedda Gabler (2003), där hon likt i många andra uppsättningar samarbetade med regissören Christian Tomner.
På film och TV debuterade hon i Jonas Felixons kortfilm Innan dagen (1997) och har bland annat spelat titelrollen som Lovisa Bellman i SVT:s Lovisa och Carl Michael (2005), huvudrollen i SVT-serien Bror och syster (2007), framträdande roller i polisserier om Maria Wern, Kurt Wallander, i Kanal 5:s Brottsvåg (2000) och medverkat i filmerna i Millennium-serien.
2010 hade hon på Dramaten premiär på den egna monologpjäsen Mormors svarta ögon om hennes finska mormor, mor och sig själv, en ovanlig skildring av de många till Sverige invandrade finländarnas situation under 1900-talet. Hon spelade själv alla tre rollerna. Föreställningen sändes också i SVT i december 2011. För föreställningen tilldelades hon av Sisuradio utmärkelsen Årets sverigefinne 2011.

## Filmografi
- 1997 – Innan dagen (kortfilm)
- 1999 – Eva & Adam (TV-serie)
- 1998 – Ensamma hemma (kortfilm)
- 2000 – Brottsvåg (TV-serie)
- 2000 – Borta/Nära (kortfilm)
- 2001 – Villospår
- 2002 – Utanför din dörr
- 2004 – Min f.d. familj (TV-serie)
- 2004 – Grannsamverkan (kortfilm)
- 2004 – Fyra nyanser av brunt
- 2005 – Lovisa och Carl Michael (TV-serie)
- 2007 – Darling
- 2007 – Bror och syster (TV-serie)
- 2008-10 – Maria Wern (TV-serie)
- 2009 – Wallander - Skulden
- 2009 – Sommaren med Göran
- 2009 – Luftslottet som sprängdes
- 2009 – Flickan som lekte med elden
- 2011 – Maria Wern - Drömmar ur snö
- 2011 – Maria Wern - Må döden sova
- 2011 – Maria Wern - Svart fjäril
- 2011 – Maria Wern - Pojke försvunnen
- 2011 – Kinesen (tysk-svensk)
- 2012 – Livstid
- 2013 – Mig äger ingen
- 2014–2016 – Tjockare än vatten (TV-serie)
- 2014 – Morden i Sandhamn (TV-serie)
- 2016 – Beck – Vägs ände
- 2016 – Maria Wern – De döda tiger
- 2016 – Maria Wern – Dit ingen når
- 2016 – Maria Wern – Smutsiga avsikter
- 2016 – Syrror (TV-serie)
- 2017 – Syrror (TV-serie)
- 2018 – Maria Wern - Jord ska du åter vara
- 2019 – Dirigenten (TV-serie)
- 2019 – Playa del Sol (TV-serie)

## Teater

### Roller (ej komplett)
| År   | Roll                         | Produktion                                                                         | Regi                 | Teater                                     |
| ---- | ---------------------------- | ---------------------------------------------------------------------------------- | -------------------- | ------------------------------------------ |
| 1991 |                              | Hamlet William Shakespeare                                                         | Peter Böök           | Spegelteatern på Gripsholms slott          |
| 1995 | Hermia                       | En midsommarnattsdröm (A Midsummer Night's Dream) William Shakespeare              | Peter Oskarson Ma Ke | Orionteatern/ Teaterhögskolan i Stockholm  |
| 1998 | Areúsa                       | Celestina (La Celestina) Fernando de Rojas                                         | Robert Lepage        | Dramaten                                   |
| 2004 | Josefin                      | Utanför mitt fönster Mattias Andersson                                             | Birgitta Englin      | Dramaten                                   |
| 2008 | Angustias                    | Bernardas hus (La casa de Bernarda Alba) Federico Garcia Lorca                     | Christian Tomner     | Dramaten                                   |
| 2009 | Anisja                       | Mörkrets makt (Власть тьмы, Vlast' t'my) Lev Tolstoj                               | Michaela Granit      | Dramaten                                   |
| 2010 | Kvinna D                     | Om kärlek Lars Norén                                                               | Sara Giese           | Dramaten                                   |
| 2010 | Eva Temple Kvinnan från Waco | Mannen i ormskinnsjackan (Orpheus Descending) Tennessee Williams                   | Malin Stenberg       | Dramaten                                   |
| 2010 | Sig själv m.fl.              | Mormors svarta ögon Tanja Lorentzon                                                | Lotta Tejle          | Dramaten                                   |
| 2012 | Alma Ekdahl                  | Fanny och Alexander Ingmar Bergman                                                 | Stefan Larsson       | Dramaten                                   |
| 2013 | Susan                        | Rain Man Dan Gordon                                                                | Emma Bucht           | Rival                                      |
| 2015 | Arpi                         | Götgatan Kristian Hallberg och Jens Ohlin                                          | Jens Ohlin           | Dramaten                                   |
| 2015 | Alexandra                    | Idioten Fjodor Dostojevskij                                                        | Mattias Andersson    | Dramaten                                   |
| 2017 | Marcellina                   | Figaros bröllop (La Folle Journée, ou Le Mariage de Figaro) Pierre de Beaumarchais | Tobias Theorell      | Dramaten                                   |
| 2017 | Medverkande                  | Improvisation på slottet Andreas T. Olsson                                         | Andreas T. Olsson    | Dramaten                                   |
| 2017 | Anna Klar                    | Swede Hollow Ola Larsmo                                                            | Alexander Mørk-Eidem | Dramaten                                   |
| 2018 |                              | Kras Tilde Björfors                                                                | Tilde Björfors       | Dramaten                                   |
| 2019 |                              | Guds olydiga revben Gunilla Thorgren                                               | Tilde Björfors       | Dramaten/ Cirkus Cirkör/ Malmö Stadsteater |
| 2020 | Titti Beata                  | Maj Kristina Sandberg                                                              | Ellen Lamm           | Dramaten                                   |
| 2021 |                              | Den yttersta minuten Mattias Andersson                                             | Mattias Andersson    | Dramaten                                   |
| 2021 | Titti Beata                  | Maj Kristina Sandberg                                                              | Ellen Lamm           | Dramaten                                   |
| 2024 |                              | Frankas monster Emelie Östergren                                                   | Carl Johan Karlson   | Dramaten                                   |
| 2024 |                              | Kärlek på svenska Irena Kraus och Nadja Weiss                                      | Nadja Weiss          | Dramaten                                   |